# 江越由佳
江越 由佳（えごし ゆか、1974年1月17日 - ）は、日本の元女子バレーボール選手。

## 来歴
佐賀県佐賀市出身。佐賀・昭栄中3年生からバレーボールを始め、博多女子高校を経て、1992年ユニチカに入団。第1回（1994-95年）Vリーグでブロック賞を獲得し、1995年、全日本代表に初選出された。同年のワールドカップ、1997年のワールドグランプリ、グラチャンなどに出場した。1999年JTに移籍。2001年現役引退。2004年4月から8月までJTでマネージャーを務めた。
第5回Vリーグで記録した1シーズンのブロック本数1.44本/セットは、日本人最高記録で今も破られていない。

## 球歴
- 全日本代表 - 1995年、1997年
- 全日本代表としての主な国際大会出場歴
  - ワールドカップ - 1995年

## 受賞歴
- 1995年 - 第1回Vリーグ ブロック賞
- 1999年 - 第5回Vリーグ ブロック賞
- 2007年 - 2006-07プレミアリーグ Vリーグ日本記録賞（ブロック部門）

## 所属チーム
- 昭栄中
- 博多女子高等学校
- ユニチカ・フェニックス（1992-1999年）
- JTマーヴェラス（1999-2001年）